# Янковський Олег Іванович
Оле́г Іва́нович Янко́вський (рос. Олег Иванович Янковский; 23 лютого 1944, Джезказган, Казахська РСР, СССР — 20 травня 2009, Москва, Росія) — радянський і російський актор кіно та московського театру «Ленком», режисер. Народний артист СРСР (1991). Лауреат Державних премій СРСР (1987) і РФ (1996 і 2002), почесний президент Сочинського кінофестивалю «Кінотавр». За великий внесок у розвиток театрального мистецтва і багаторічну плідну діяльність нагороджений російськими орденами «За заслуги перед Вітчизною» IV, III і II ступенів. Лауреат ряду вітчизняних і міжнародних кінофестивалів.

## Біографія
Народився 23 лютого 1944 року в родині спадкових дворян (батько — з польсько-білоруської шляхти, мати — з російської дворянської сім'ї).
Батько актора, Іван (Ян) Павлович Янковський, був штабс-капітаном. Наприкінці 1930-х років його з сім'єю вислали до Казахстану. Невдовзі після народження сина Олега — заарештували. Згодом Іван Янковський помирає, і мати Олега, Марина Іванівна Янковська, одна виховує Олега і ще двох його старших братів — Ростислава і Миколу.
Після смерті Сталіна Янковські змогли залишити Середню Азію і переїхати до Саратова. Старший Янковський — Ростислав — у 1957 році перебрався до Мінська, куди через рік забрав і Олега. Ростислав працював актором та грав у місцевому драматичному театрі. Але за першої ж нагоди Олег повернувся до Саратова, закінчив там школу.
Олег хотів стати медиком, але волею обставин вступив до Саратівського театрального училища, яке закінчив у 1965 році. Того ж року він стає актором Саратівського драматичного театру.
Дебютними ролями Янковського в кіно стали роль Генріха Шварцкопфа в картині Володимира Басова «Щит і меч», поставленою по однойменному роману Вадима Кожевникова, і роль червоноармійця Некрасова у фільмі «Служили два товариші» Євгена Карелова. Після виходу фільмів на екран в 1968 році актор відразу став знаменитим.
В 1973 році — на запрошення Марка Захарова — Олег Янковський переходить до московського театру імені Ленінського комсомолу (Ленком).
Починаючи з 1970-х років, Янковський представив ряд цікавих робіт на телебаченні і в кіно. Серед них ролі у фільмах Андрія Тарковського «Дзеркало» і «Ностальгія», Романа Балаяна («Польоти уві сні та наяву», «Бережи мене, мій талісмане», «Обранець»), Михайла Швейцера («Крейцерова соната»), Еміля Лотяну («Мій ласкавий і ніжний звір»), а також в поставлених головним режисером «Ленкома» Марком Захаровим теле- і кінофільмах «Звичайне диво», «Той самий Мюнхгаузен», «Будинок, який побудував Свіфт», «Убити дракона». До безумовних успіхів актора критики також відносили його ролі фільмах «Пригоди Шерлока Холмса і доктора Ватсона: Собака Баскервілей» Ігоря Масленнікова, «Закоханий за власним бажанням» Сергія Мікаеляна, «Царевбивця», «Фатальні яйця» Сергія Ломкина, «Бідний, бідний Павло» Віталія Мельникова, «Коханець» і «Стиляги» Валерія Тодоровського. Всього Янковський зіграв близько 90 ролей в кіно.
Знявся в декількох українських картинах: «Вечори на хуторі біля Диканьки» (1983), «Два гусари» (1984), у фільмах Романа Балаяна.
У 2000 році Янковський також дебютував як режисер: разом з оператором Михайлом Аграновичем він представив на суд глядачів фільм «Приходь на мене подивитися».
Олег Янковський є лауреатом премії Ленінського комсомолу (1977), лауреатом Державної премії СРСР (1987), лауреатом Державної премії РРФСР імені братів Васильєвих (1989). У 1991 йому було присвоєне звання народного артиста СРСР.
З 1993 року — Президент Відкритого Російського кінофестивалю в Сочі (МКФ «Кінотавр»).
Олег Янковский помер вранці 20 травня 2009 року в Москві після тривалої хвороби (рак підшлункової залози, виявлений на пізній стадії).
Родина:
- Батько — Іван (Ян) Павлович Янковський.
- Мати — Марія Іванівна Янковська.
- Брат — Ростислав Янковський (1930—2016), актор театру та кіно, народний артист СРСР (1978).
  - Племінники — Ігор (род. 1951—2025), актор кіно та Володимир (род. 1960), актор та кінорежисер.
- Другий брат — Микола Янковський (1941—2015).
- Дружина актора — Людмила Олександрівна Зоріна.
- Син Олега Янковського — Пилип — актор та кінорежисер.
- Фандера Оксана Олегівна — невістка, російська актриса.
- Внуки — Іван (1990) та Єлизавета (1995).

## Нагороди
- Заслужений артист РРФСР (23.12.1977)
- Народний артист РРФСР (2.11.1984)
- Народний артист СРСР (21.12.1991)

## Фільмографія
- «Служили два товариші» (1968, Андрій Нєкрасов)
- «Щит і меч» (1968, Генріх Шварцкопф; реж. В. Басов)
- «Я, Франциск Скорина...» (1969, Франциск Скорина)
- «Розплата» (1970, Олексій Михайлович Платов)
- «Жди мене, Анно» (1970, Сергій Новіков, журналіст-спецкор з Москви (озвучений іншим актором)
- «Біла земля» (1970, Франц Ріттер)
- «Про кохання» (1970, Андрій, приятель Миколи)
- «Ті, що зберегли вогонь» (1970, Семен; реж. Є. Карелов)
- «Несподівані радощі» (1972, актор Льоша Канін)
- «Гонщики» (1972, Микола Миколайович Сергачов; реж. І. Масленников)
- «Гнів» (1974, Леонте Чеботару)
- «Сержант міліції» (1974, «Князь»)
- «Премія» (1974, секретар парткому Лев Олексійович Соломахін)
- «Дзеркало» (1974, батько; реж. А. Тарковський)
- «Під кам'яним небом» (1974, Яшка, шофер-одесит)
- «Мій будинок — театр» (1975, Дмитро Андрійович Горєв, провінційний актор-трагік)
- «Довіра» (1975, Юрій П'ятаков)
- «Чужі листи» (1975, Женя Пряхін; реж. І. Авербах)
- «Зірка привабливого щастя» (1975, Кіндрат Федорович Рилєєв; реж. В. Мотиль)
- «Полковник у відставці» (1975, син полковника, Олексій)
- «Довга, довга справа...» (1976, слідчий Воронцов)
- «Слово для захисту» (1976, Руслан Шеверньов, наречений Ірини; реж В. Абдрашитов)
- «Сімдесят два градуси нижче нуля» (1976, Сергій Попов, штурман)
- «Солодка жінка» (1976, Тихон Дмитрович Соколов)
- «Сентиментальний роман» (1976, Ілля Городницький, брат Сьомки; реж. І. Масленников)
- «Зворотний зв'язок» (1977, Леонід Олександрович Сакулін)
- «Відкрита книга» (1977, Раєвський, видавець листів актриси Кречетової до професора Лебедєва)
- «Поворот» (1978, Віктор Вєдєнєєв; реж В. Абдрашитов)
- «Мій ласкавий та ніжний звір» (1978, Сергій Петрович Камишев; реж. Е. Лотяну)
- «Звичайне диво» (1978, господар (Чарівник); реж. М. Захаров)
- «Той самий Мюнхгаузен» (1979, Барон Мюнхгаузен; реж. М. Захаров)
- «Ми, що нижче підписалися» (1981, Геннадій Михайлович Семенов (член комісії); реж. Т. Ліознова)
- «Повісті Бєлкіна. Постріл» (1981, граф; реж. П. Фоменко)
- «Пригоди Шерлока Холмса і доктора Ватсона: Собака Баскервілів» (1981, Джек Степлтон; реж. І. Масленников)
- «Капелюх» (1981, Дмитро Денисов; реж. Л. Квініхідзе)
- «Польоти уві сні та наяву» (1982, Сергій Іванович Макаров; реж. Р. Балаян, кіностудія ім. О. Довженка)
- «Закоханий за власним бажанням» (1982, Ігор Брагін)
- «Будинок, який побудував Свіфт» (1982, Джонатан Свіфт; реж. М. Захаров)
- «Вечори на хуторі біля Диканьки» (1983, Оповідач; реж. Ю. Ткаченко, Укртелефільм)
- «Ностальгія» (1983; реж. А. Тарковський)
- «Поцілунок» (1983, поручик Михайло Рябович; реж. Р. Балаян, кіностудія ім. О. Довженка)
- «Два гусари» (1984, граф Федір Іванович Турбін / граф Турбін-молодший; реж. В. Криштофович, кіностудія ім. О. Довженка)
- «Бережи мене, мій талісмане» (1986, Олексій Петрович Дмитрієв, журналіст; реж. Р. Балаян, кіностудія ім. О. Довженка)
- «Крейцерова соната» (1987, Василь Позднишев; реж. М. Швейцер)
- «Філер» (1987, Петро Васильович Воробйов, учитель гімназії; реж. Р. Балаян, кіностудія ім. О. Довженка)
- «Убити дракона» (1988, Дракон; реж. М. Захаров)
- «Диктатура совісті» (1988, фільм-спектакль), Фрідріх Енгельс)
- «Паспорт» (1990, Боря, емігрант із СРСР; реж. Г. Данелія)
- «Царевбивця» (1991, психіатр Смирнов/ Микола II; реж. К. Шахназаров)
- «Сни про Росію» (1992, Кирило Лаксман, академік; реж. Дзюнйя Сато, Росія—Японія)
- «Я — Іван, ти — Абрам» (1993, Князь)
- «Німий свідок» (1994, Ларсен)
- «Терра інкогніта» (1995, Оді Атрагон, письменник)
- «Фатальні яйця» (1995, Володимир Іпатійович Персиков, професор)
- «Ревізор» (1996, Аммос Федорович Ляпкин-Тяпкін, суддя)
- «Шизофренія» (1997, камео)
- «Аліса» (1997, Кутц; Франція)
- «Райське яблучко» (1998, Жора, культпрацівник)
- «Китайський сервіз» (1999, Дмитро Петрович Строганов, граф)
- «Бременські музиканти & Co» (2000, старий Трубадур, батько Трубадура; реж. О. Абдулов)
- «Спогади про Шерлока Холмса» (2000, Джек Степлтон)
- «Приходь на мене подивитися» (2000, Ігор; також — співрежисер-постановник фільму)
- «Людина, яка плакала» (2000, батько Сьюзі; Велика Британія—Франція)
- «Прокрустове ложе» (2001, Джордж Ладіма; Молдова—Румунія)
- «Блазень Балакірєв» (2002, фільм-спектакль, Петро Великий)
- «Коханець» (2002, професор Дмитро Чаришев; реж. В. Тодоровський)
- «Бідний, бідний Павло» (2003, Петро Олексійович Пален, граф, військовий губернатор Санкт-Петербурга; реж. В. Мельников)
- «Чайка» (2005, фільм-спектакль, Борис Олексійович Тригорин, белетрист)
- «Доктор Живаго» (2005,  Віктор Комаровський; реж. О. Прошкін)
- «Без вини винуваті» (2008, Григорій Львович Муров; реж. Г. Панфілов)
- «Райські птахи» (2008, Микола; реж. Р. Балаян, Україна)
- «Стиляги» (2008, Брусніцин-ст. (Батько Фреда); реж. В. Тодоровський)
- «Одруження» (2009, фільм-спектакль, Жевакін, моряк)
- «Анна Кареніна» (2009, Олексій Олександрович Каренін; реж. С. Соловйов)
- «Цар» (2009, митрополит Пилип (Количов) — остання роль в кіно; реж. П. Лунгін) та ін.